# Спешный (фрегат, 1813)
«Спешный» — парусный 32-пушечный фрегат Черноморского флота Российской империи.

## Описание фрегата
Один из двух однотипных 32-пушечных фрегатов, построенных М. И. Суровцовым на Херсонской верфи. Длина судна по сведениям из различных источников составляла от 36,9 до 37 метров, ширина от 10,1 до 10,2 метра, а осадка от 3,7 до 3,8 метра. Вооружение судна состояло из 32-х орудий.

## История службы
Фрегат был заложен на Херсонской верфи 9 марта 1812 года и после спуска на воду 15 ноября 1813 года вошёл в состав Черноморского флота России. Строительство вёл корабельный мастер М. И. Суровцов. В августе 1814 года перешёл из Херсона в Севастополь.
В сентябре и октябре 1815 года в составе отряда принимал участие в переброске батальона пехоты из Севастополя в укрепление Святого Николая. В составе эскадр находился в практических плаваниях в Чёрном море в 1816, 1817, 1820, 1821, 1822 и 1825 годах. В 1818 и 1819 выходил в крейсерства к берегам Менгрелии.
В 1826 и 1827 годах занимал брандвахтенный пост в Одессе, а в 1828 и 1829 годах — в Севастополе, где и был разобран в 1830 году.

## Командиры фрегата
Командирами судна в разное время служили:
- Д. Е. Бальзам (1815—1818 годы).
- Е. Д. Папаегоров (1819—1822 годы).
- И. П. Иванов (1826—1828 годы).
- Н. С. Потемкин (1829 год).